# Bigymnaspis edgerleyi
Bigymnaspis edgerleyi är en insektsart som först beskrevs av Mamet 1954.  Bigymnaspis edgerleyi ingår i släktet Bigymnaspis och familjen pansarsköldlöss.
Artens utbredningsområde är Madagaskar. Inga underarter finns listade i Catalogue of Life.